# Wasserball-Europameisterschaft 1927
Die 2. Wasserball-Europameisterschaft der Männer wurde vom 31. August bis zum 5. September 1927 in Bologna (Italien) ausgetragen. Insgesamt spielten zwölf Mannschaften in einem K.-o.-System um die europäische Meisterschaft. Sieger des Turniers wurde der Titelverteidiger Ungarn. Silber gewann die Wasserballmannschaft von Frankreich, Bronze ging an die belgische Mannschaft.

## Teilnehmer
| Teilnehmer       |
| ---------------- |
| Belgien          |
| Deutsches Reich  |
| Frankreich       |
| Großbritannien   |
| Italien          |
| Jugoslawien      |
| Niederlande      |
| Österreich       |
| Schweden         |
| Spanien          |
| Tschechoslowakei |
| Ungarn           |

## Ergebnisse

### 1. Runde
| 31. August | Österreich       | – | Niederlande     | 5:3 |
|            | Schweden         | – | Deutsches Reich | 7:4 |
|            | Ungarn           | – | Großbritannien  | 7:2 |
|            | Tschechoslowakei | – | Italien         | 3:1 |
|            | Frankreich       | – | Spanien         | 5:0 |
|            | Belgien          | – | Jugoslawien     | 7:1 |

### 2. Runde
| 1. September | Schweden   | – | Tschechoslowakei | 5:2   |
|              | Frankreich | – | Österreich       | 8:0   |
| 2. September | Ungarn     | – | Belgien          | 4:3 1 |

### 3. Runde
| 2. September | Frankreich | – | Schweden | 4:1 |

### Finale
| 3. September | Ungarn | – | Frankreich | 3:1 |

### Spiele um Silber
| 2. September | Deutsches Reich | – | Spanien          | 9:0 |
| 3. September | Schweden        | – | Österreich       | 4:1 |
| 4. September | Belgien         | – | Großbritannien   | 5:2 |
|              | Deutsches Reich | – | Tschechoslowakei | 7:0 |
|              | Österreich      | – | Jugoslawien      | 2:0 |
| 5. September | Frankreich      | – | Belgien          | 3:2 |
|              | Belgien         | – | Schweden         | 3:1 |

Anmerkungen

## Endergebnis
| Platz | Land       | Flagge                       |
| ----- | ---------- | ---------------------------- |
| 1.    | Ungarn     | Ungarn 1918                  |
| 2.    | Frankreich | Dritte Französische Republik |
| 3.    | Belgien    | Belgien                      |
| 4.    | Schweden   | Schweden                     |